# Crimes sur mesure
Pour plus de détails, voir Fiche technique et Distribution.
Crimes sur mesure (La morte è di moda) est un giallo italien de Bruno Gaburro sorti en 1989.
Le film devait être initialement réalisé par Riccardo Sesani qui ne s'est pas entendu avec le scénariste et producteur Luciano Appignani, et c'est finalement Bruno Gaburro qui a hérité du projet.

## Synopsis
Rentrant chez elle après avoir travaillé tard, en raison d'une déviation pour des travaux routiers, Gloria, mannequin, arrive dans une villa isolée où elle assiste involontairement au meurtre d'une femme par un homme, qu'elle ne peut voir que de dos. Pour le commissaire Rizzo, chargé de l'enquête, une énigme apparemment inexplicable se dessine : la scène de crime, en effet, est abandonnée et inhabitée depuis longtemps et il ne subsiste aucune trace de ce dont Gloria témoigne. Pourtant, alors que son ami Giorgio lui a trouvé un nouvel emploi dans l'atelier de Sebastiano Arcari, quelqu'un tente à plusieurs reprises d'assassiner Gloria.
Avec l'aide du psychiatre Contini, Gloria essaie de se souvenir précisément de ce qu'elle a vu dans la villa ; au début, le médecin a peine à la croire, mais petit à petit il devient convaincu que Gloria a vraiment été témoin d'un meurtre. Cette conviction le conduit à faire sa propre enquête et à réunir des éléments tangibles qui le rapproche de la vérité. Rizzo et Contini se mettent alors d'accord sur un plan pour piéger le meurtrier. Le psychiatre accompagne Gloria à la villa du meurtre et se fait abattre par Arcari, qui est bientôt arrêté grâce à l'intervention du commissaire.
Gloria, qui est également médium, avait en fait vu un crime qui avait eu lieu bien avant, quand Arcari avait tué la propriétaire de la villa parce qu'elle avait revendu les vêtements qu'il avait confectionné pour elle et rejeté ses avances. 

## Fiche technique
- Titre original italien : La morte è di moda[2]
- Titre français : Crimes sur mesure[3]
- Réalisation : Bruno Gaburro (sous le nom de « Joe Brenner »)
- Scénario : Luciano Appignani
- Photographie : Sergio Rubini
- Montage : Alessandro Lucidi (it)
- Musique : Filippo Trecca (it)
- Décors : Joseph Teichner
- Costumes : Silvio Laurenzi
- Maquillage : Nicola Catalani
- Production : Luciano Appignani
- Sociétés de production : L'Immagine S.r.l.
- Pays de production :  Italie
- Langues originales : italien
- Format : Couleur • Son mono • 35 mm
- Durée : 86 minutes
- Genre : Giallo
- Dates de sortie :
  - Italie : 5 août 1989

## Distribution
- Anthony Franciosa : Commissaire Rizzo
- Miles O'Keeffe : Gianmarco Contini
- Teresa Razzauti (sous le nom de « Teresa Leopardi ») : Gloria
- Luigi Montini : Lo Turco
- Marina Giulia Cavalli : médecin Olga Biondi
- Giancarlo Prete (sous le nom de « Timothy Brent ») : Giorgio
- Giuseppe Pambieri : Sebastiano Arcari
- Cesare De Vito : Martini
- Raffaello Benedetti : gardien de la villa
- Maria Concetta Casella
- Louise Kamsteeg